# 金子徳衛
金子 徳衛（かねこ とくえ、1914年 - 1998年）は、埼玉県出身の洋画家。浦和画家の一人。

## 人物
兄は元蕨市市長の金子吉衛。浦和中学校（現：埼玉県立浦和高等学校）卒業後、東京美術学校油画科に入学。同級生には藤本東一良、柳宗理、1年先輩に渡辺武夫がいた。1947年の第三回日展では、審査員であり師の寺内萬治郎（同じく浦和画家）の肖像画「T先生の像」を出品し、特選を受賞した。また、萬治郎も弟子の金子の肖像画「画家K君の像」を展示し、師弟が互いの肖像画を展示するというのは文展以来の歴史の中でも無く、話題となった。作品の一部は埼玉県立近代美術館に収蔵されている。

## 経歴
- 1914年（大正3年） - 埼玉県蕨町に生まれた。
- 1930年（昭和10年） - 旧制浦和中学校を卒業。
- 1940年（昭和15年） - 東京美術学校を卒業。在学中に寺内萬治郎に師事。
- 1947年（昭和22年） - 33歳、日展で特選。
- 1961年（昭和36年） - フランスに遊学。ニコラ・ド・スタールに大きく影響を受け、以後は心象風景画と表現されるようなカオスな作風へと移行していく。
- 1998年（平成10年） - 死去。